# Reginsmál

Descripción de la muerte de Regin por Sigurd en el grabado Ramsund del, en Södermanland, Suecia

Reginsmál ("Dichos de Regin") o Sigurðarkviða Fáfnisbana II ("Segundo canto de Sigurd, asesino de Fáfnir") es un poema éddico que se encuentra en el manuscrito islandés Codex Regius. La obra no lleva nombre en el manuscrito, donde viene a continuación de Grípisspá y es precedido por Fáfnismál, pero eruditos modernos consideran que es un poema separado y le han asignado un nombre por conveniencia.
La obra si es considerada como una unidad es muy fragmentaria, consistiendo en estrofas tanto en ljóðaháttr como en fornyrðislag. La primera parte relata los acuerdos de Loki con Andvari, interpolado con pasajes en prosa el poema continúa con la relación de Sigurd con Regin y el consejo dado por Odín.